# Чугали
Чугали (укр. Чугалі) — село в Кременецкой городской общине Кременецкого района Тернопольской области Украины.
Код КОАТУУ — 6123489001. Население по переписи 2001 года составляло 282 человека.

## Географическое положение
Село Чугали находится на расстоянии в 2,5 км от города Кременец и в 1 км от села Зеблозы.
Рядом проходит автомобильная дорога Р-26.

## История
- 1650 год — дата основания.

## Объекты социальной сферы
- Школа I—II ст.
- Клуб.
- Фельдшерско-акушерский пункт.

## Достопримечательности
- Братская могила советских воинов.